# Takahiro (cantante)
Takahiro Tasaki (田﨑 敬浩 Tasaki Takahiro?,  Sasebo, Prefectura de Nagasaki, 8 de diciembre de 1984), mejor conocido bajo su nombre artístico de Takahiro (タカヒロ?), es un cantante y actor japonés. Es conocido por ser el vocalista de los grupos Exile y Ace Of Spades. Es representado por LDH y Rhythm Zone.

## Biografía
Tasaki nació el 8 de diciembre de 1984 en la ciudad de Sasebo, prefectura de Nagasaki. Sus padres son dueños de una peluquería, y asistió a la escuela vocacional Fukuoka Beauty College. El 22 de septiembre de 2006, Tasaki participó en una audición vocal de Exile llamada Vocal Battle Audition, la cual aprobó y pasó a formar parte de dicho grupo. En abril de 2012, formó la banda de rock Ace Of Spades, donde también se desempeña como vocalista. El 26 de junio de 2013, hizo su debut en solitario con el sencillo Ichi Sen Ichi Byō. En enero de 2014, Tasaki debutó como actor en el drama de Nippon TV, Senryoku-gai Sōsa-kan.

## Vida personal
El 1 de septiembre de 2017, Tasaki contrajo matrimonio con la actriz Emi Takei, con quien coprotagonizó el drama Senryoku-gai Sōsa-kan. En marzo de 2018, la pareja le dio la bienvenida a su primer hijo, una niña.

## Discografía

### Sencillos
| Año  | Título              | Posición en Oricon |
| ---- | ------------------- | ------------------ |
| 2013 | "Ichi Sen Ichi Byō" | 2                  |
| 2014 | "Love Story"        | 3                  |

### Álbumes
| Año  | Título         | Posición en Oricon |
| ---- | -------------- | ------------------ |
| 2015 | The Visionalux | 1                  |

### Otras canciones
| Título         | Notas                                                                                             |
| -------------- | ------------------------------------------------------------------------------------------------- |
| "Ishindenshin" | Cover de la banda 19; incluido en el primer álbum de edición limitada de Exile Cover, Negai no Tō |
| "Place"        | Grabado en el álbum de Exile, Exile Japan                                                         |

## Filmografía

### Televisión
| Año  | Título                              | Papel                   | Cadena | Notas     |
| ---- | ----------------------------------- | ----------------------- | ------ | --------- |
| 2014 | Senryoku-gai Sōsa-kan               | Kyosuke Shitara         | NTV    |           |
| 2015 | Wild Heroes                         | Kiichi "Kii Bou" Segawa | NTV    | Principañ |
| 2015 | High & Low: The Story Of S.W.O.R.D. | Masaki Amamiya          | NTV    |           |

### Películas
| Año  | Título                         | Papel          |
| ---- | ------------------------------ | -------------- |
| 2016 | Road To High & Low             | Masaki Amamiya |
| 2016 | High & Low: The Movie          | Masaki Amamiya |
| 2016 | High & Low: The Red Rain       | Masaki Amamiya |
| 2017 | High & Low Movie 2: End Of Sky | Masaki Amamiya |

### Show de variedades
| Año  | Título                                       | Cadena   | Notas               | Ref.  |
| ---- | -------------------------------------------- | -------- | ------------------- | ----- |
| 2009 | Sanma & Exile no Sekai ni Hitotsudake no Uta | TV Asahi | MC                  | [ 7 ] |
| 2012 | EX-Lounge                                    | TBS      | MC                  |       |
| 2014 | Viking                                       | Fuji TV  | Biweekly Tuesday MC | [ 8 ] |

### Anuncios
| Año  | Título                                | Ref.   |
| ---- | ------------------------------------- | ------ |
| 2009 | Toyota Wish                           |        |
| 2009 | Meiji Fran                            |        |
| 2010 | Meiji Milk Chocolate                  |        |
| 2010 | Rohto Pharmaceutical Rohto Z!         |        |
| 2010 | Kirin Beverage Kirin Lemon            |        |
| 2011 | Fujitsu Arrows                        |        |
| 2011 | GREE "Seisen Cerberus"                |        |
| 2011 | NTT Communications "050 plus"         |        |
| 2011 | Meiji "Dorea"                         |        |
| 2012 | Kosé "adidas skin protection"         |        |
| 2012 | Fujitsu FMV                           |        |
| 2013 | The Coca-Cola Company Coca-Cola Zero  |        |
| 2013 | Daiichi Kosho Company "Smart Dam"     |        |
| 2014 | Samantha Thavasa meets Samantha Kingz |        |
| 2014 | Yōfuku no Aoyama                      |        |
| 2015 | Ezaki Glico Bokujō shibori            | [ 9 ]  |
| 2015 | Suntory The Malts                     | [ 10 ] |